# Minot (Côte-d'Or)
Minot is een gemeente in het Franse departement Côte-d'Or (regio Bourgogne-Franche-Comté) en telt 229 inwoners (1999). De plaats maakt deel uit van het arrondissement Montbard.

## Geografie
De oppervlakte van Minot bedraagt 34,3 km², de bevolkingsdichtheid is 6,7 inwoners per km².
De onderstaande kaart toont de ligging van Minot (Côte-d'Or) met de belangrijkste infrastructuur en aangrenzende gemeenten.

## Demografie
Onderstaande figuur toont het verloop van het inwonertal (bron: INSEE-tellingen).